# Urdinarrain
Urdinarrain is een plaats in het Argentijnse bestuurlijke gebied  Gualeguaychú in de provincie  Entre Ríos. De plaats telt 7992 inwoners.

## Geboren in Urdinarrain
- Alberto Zozaya (1908-1981), voetballer

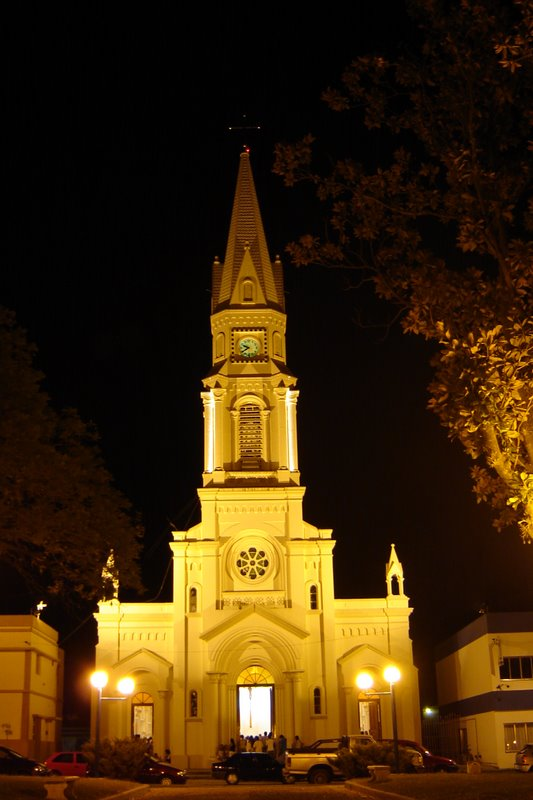
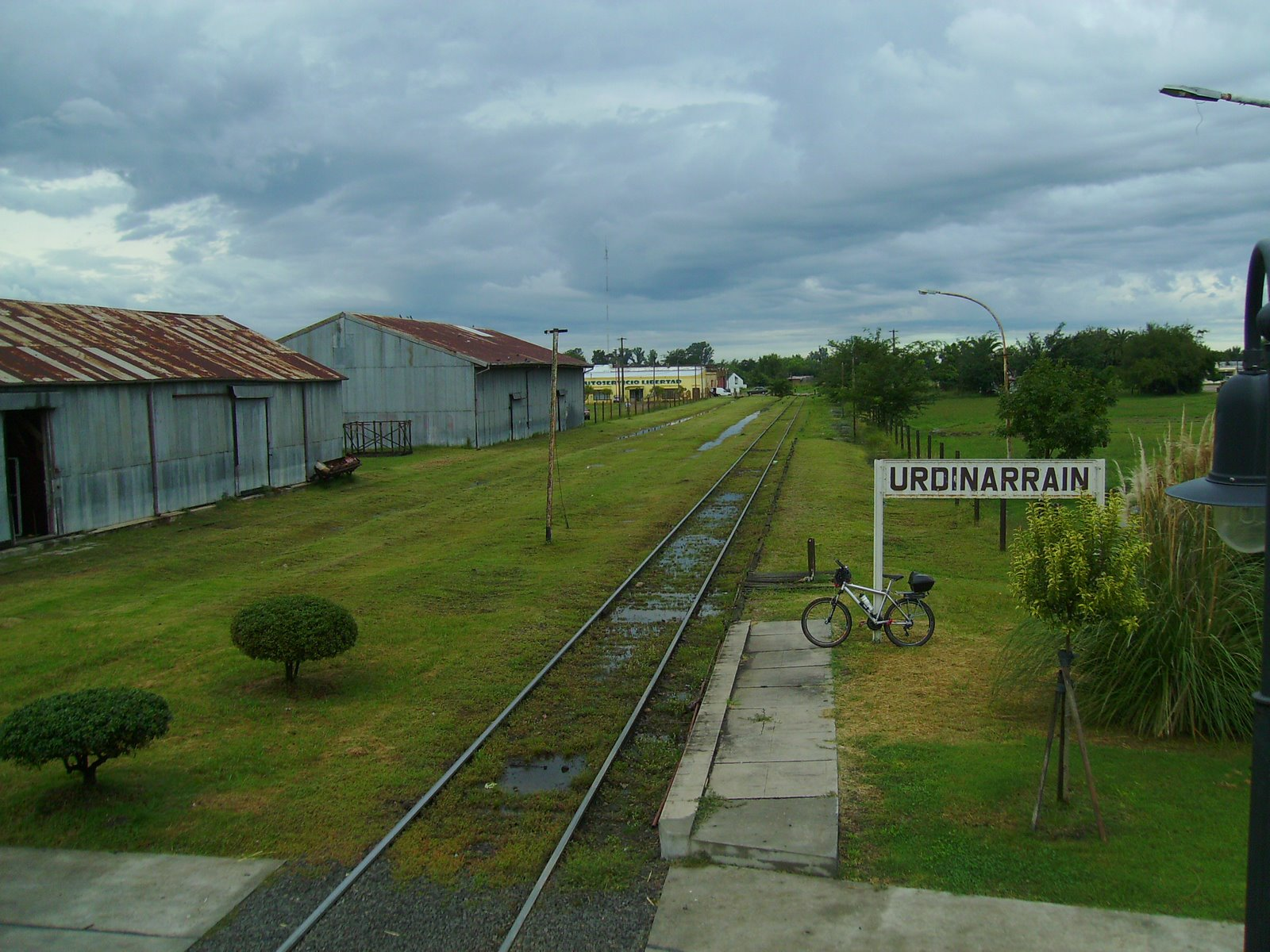